# Форакер (река)
Форакер (англ. Foraker River) — река в центральной части штата Аляска (США). Длина реки составляет 97 км. Крупнейший приток — река Геррон.
Река берёт начало из ледника Форакер на территории национального парка Денали, к северо-западу от горы Форакер. Течёт преимущественно в северо-западном направлении через тундру, лежащую к северу от Аляскинского хребта. Впадает в озеро Минчумина вблизи деревни Лейк-Минчумина на высоте 197 м над уровнем моря. Бассейн реки занимает территорию на северном склоне Аляскинского хребта и на южной окраине долины Танана, к юго-западу от Фэрбанкса.
Река получила своё название в 1925 году по названию одноимённой горы.